# Каратуль
Каратуль, Броварка — річка в Україні, у Золотоніському районі Черкаської області та Бориспільському районі Київської області. Ліва притока Трубежа (басейн Дніпра).

## Опис
Довжина річки 52 км., похил річки — 0,17 м/км. Площа басейну 338 км².

## Розташування
Починається на кордоні Черкаської та Київської областей, на північному заході від села Броварки. Тече переважно на північний захід і на сході від Греблі впадає у річку Трубіж, ліву притоку Дніпра.
Населені пункти вздовж берегової смуги: Тарасівка, Пологи-Яненки, Пологи-Чобітки, Улянівка, Пологи-Вергуни, Перше Травня, Лецьки, Вінинці, Мала Каратуль, Воскресенське, Велика Каратуль, Чирське.
Річку перетинають автомобільні дороги Т 1031 Т 1032

## Притоки
- Гнилка (права).